# Sunday at the Village Vanguard
Sunday at the Village Vanguard — концертный альбом джазового пианиста и композитора Билла Эванса и его трио, состоящего из Эванса, басиста Скотта ЛаФаро и барабанщика Пола Мотиана. Выпущенный в 1961 году, альбом регулярно входит в число лучших концертных джазовых записей всех времён.

## История
Sunday at the Village Vanguard был записан 25 июня 1961 года в Village Vanguard в Нью-Йорке. Трио сыграло пять сетов — два днём и три вечером — каждый из которых состоял из четырёх или пяти номеров и длился около получаса. Это было последнее выступление трио Билла Эванса с басистом Скоттом ЛаФаро, который погиб в автокатастрофе через одиннадцать дней после записи.
На тот момент Riverside искали только один альбом, но смерть ЛаФаро изменила ситуацию. Альбом имел подзаголовок "С участием Скотта ЛаФаро" и был выпущен в срочном порядке через три месяца после записи, к сентябрю 1961 года. Эванс и продюсер Оррин Кипньюс сообщается, что выбраны треки для Воскресенья в Village Vanguard чтобы лучше всего показать виртуозную игру ЛаФаро на басу, начинающуюся и заканчивающуюся двумя треками ("Gloria's Step" и "Jade Visions"), написанными самим Лафаро, и всеми остальными, в которых он играет соло.
Результатом этого памятного выступления стал дополнительный материал, выпущенный во втором альбоме в 1962 году, Waltz for Debby, а также подборка треков, выпущенная посмертно в 1984 году в виде ещё одного лонгплея: Bill Evans — More From the Vanguard («Milestone» M-9125).
В многочисленных интервью Эванс отдавал дань уважения тому, что он всегда считал своим лучшим трио:
«Я благодарен за то, что мы записали тот день, потому что это был последний раз, когда я видел Скотта, и последний раз, когда мы играли вместе. Когда у вас сформировалась концепция игры, которая зависит от конкретных личностей выдающихся игроков, как вы начинаете играть снова, когда они уходят?»
После этой записи в Village Vanguard и смерти ЛаФаро наступил один из самых тяжёлых периодов в жизни и карьере Эванса. Он не играл много месяцев, даже дома.

## Приём
| Оценки критиков                     | Оценки критиков |
| Источник                            | Оценка          |
| ----------------------------------- | --------------- |
| Down Beat (Original LP version)     | [ 6 ]           |
| AllMusic                            | [ 7 ]           |
| Penguin Guide to Jazz               | [ 8 ]           |
| All About Jazz                      | [ 9 ]           |
| The Rolling Stone Jazz Record Guide | [ 10 ]          |
| Encyclopedia of Popular Music       | [ 11 ]          |

В своей статье для AllMusic музыкальный критик Том Джурек написал об альбоме следующее: «Это трио до сих пор считается его лучшим достижением, во многом благодаря симбиотическому взаимодействию между его участниками. Это прекрасное место, чтобы начать знакомство с Эвансом. К. Майкл Бейли из All About Jazz писал: «Вместе с вундеркиндом-басистом Скоттом ЛаФаро и барабанщиком Полом Мотианом Эванс усовершенствовал своё демократическое видение сотрудничества в трио, где все участники выступали с совершенной эмпатией и телепатией... Именно эти перформансы, доступные в настоящее время под названиями Sunday at the Village Vanguard и Waltz for Debby, являются лучшими джазовыми концертными записями в этой серии.
Начиная с 1992 года, и этот альбом, и его преемник Waltz for Debby получили "корону" во всех девяти изданиях The Penguin Guide to Jazz Recordings. В 2000 году он занял 946-е место в списке Колина Ларкина «1000 лучших альбомов всех времён». В 2005 году альбом был включён в список Роберта Димери «1001 альбом, который вы должны послушать, прежде чем умрёте».

## Переиздание
В 2005 году компания Riverside выпустила The Complete Village Vanguard Recordings, 1961 полностью обновлённый бокс-сет из трёх CD, содержащий практически весь материал, записанный в тот день в Village Vanguard (один номер был утерян) 25 июня. В то время как эта музыка уже была доступна на бокс-сете из 12 компакт-дисков, выпущенном в 1984 году Bill Evans - The Complete Riverside Recording, переиздание улучшило атмосферу аудитории и включает в себя вступительные слова, дискуссии музыкантов на сцене, взаимодействие с аудиторией и несколько музыкальных тактов, которые Эванс импровизировал, чтобы заполнить запись в конце вечера.

## Список треков
Сторона один
1. "Gloria's Step" (дубль 2) (Скотт ЛаФаро) – 6:09
2. "My Man's Gone Now" (Джордж Гершвин) – 6:21
3. "Solar" (Майлз Дэвис) – 8:52

Сторона два
1. "Alice in Wonderland" (дубль 2) (Сэмми Фейн) – 8:34
2. "All of You" (дубль 2) (Коул Портер) – 8:17
3. "Jade Visions" (дубль 2) (Скотт ЛаФаро) – 3:44

Бонус-треки на CD
1. "Gloria's Step" (дубль 3) – 6:54
2. "Alice in Wonderland" (дубль 1) – 6:59
3. "All of You" (дубль 3) – 8:03
4. "Jade Visions" (дубль 1) – 4:16

## Музыканты
- Билл Эванс – фортепиано
- Скотт ЛаФаро – бас-гитара
- Пол Мотиан – барабаны

## Персонал
- Оррин Кипньюс – Продюсер
- Дэйв Джонс – Звукорежиссер
- Кен Дирдофф - Дизайн альбома
- Дональд Сильверстайн – Фотография обложки альбома
- Стив Шапиро — фотография на задней стороне обложки
- Айра Гитлер и Оррин Кипньюс — примечания